# Kabinet-Martin-Harris
Het kabinet–Martin-Harris is het huidige kabinet van de Republiek Ierland sinds 23 januari 2025. Het kabinet werd gevormd door de politieke partijen Fianna Fáil (FF) en Fine Gael (FG) na de parlementsverkiezingen van 2024. Micheál Martin de partijleider van Fianna Fáil en oud-premier werd opnieuw regeringsleider met Simon Harris van Fine Gael als vicepremier.

## Ambtsbekleders
| Ambtsbekleder                                        | Ambtsbekleder             | Ambtsbekleder                    | Functie(s)                                                                 | Ambtstermijn    | Ambtstermijn | Partij(en) |
| ---------------------------------------------------- | ------------------------- | -------------------------------- | -------------------------------------------------------------------------- | --------------- | ------------ | ---------- |
|                                                      | Micheál Martin            | Micheál Martin (1960)            | Taoiseach (Premier)                                                        | 23 januari 2025 | heden        | FF         |
|                                                      | Simon Harris              | Simon Harris (1986)              | Tánaiste (Vicepremier)                                                     | 23 januari 2025 | heden        | FG         |
| Minister van Buitenlandse Zaken                      | Simon Harris              | Simon Harris (1986)              |                                                                            | 23 januari 2025 | heden        | FG         |
| Minister van Defensie                                | Simon Harris              | Simon Harris (1986)              |                                                                            | 23 januari 2025 | heden        | FG         |
|                                                      | Jim O'Callaghan           | Jim O'Callaghan (1968)           | Minister van Binnenlandse Zaken                                            | 23 januari 2025 | heden        | FF         |
| Minister van Justitie                                | Jim O'Callaghan           | Jim O'Callaghan (1968)           |                                                                            | 23 januari 2025 | heden        | FF         |
| Minister voor Immigratie                             | Jim O'Callaghan           | Jim O'Callaghan (1968)           |                                                                            | 23 januari 2025 | heden        | FF         |
|                                                      | Paschal Donohoe           | Paschal Donohoe (1974)           | Minister van Financiën                                                     | 23 januari 2025 | heden        | FG         |
|                                                      | Peter Burke               | Peter Burke (1982)               | Minister van Economische Zaken                                             | 9 april 2024    | heden        | FG         |
| Minister van Werkgelegenheid                         | Peter Burke               | Peter Burke (1982)               |                                                                            | 9 april 2024    | heden        | FG         |
|                                                      | Jennifer Carroll MacNeill | Jennifer Carroll MacNeill (1980) | Minister van Volksgezondheid                                               | 23 januari 2025 | heden        | FG         |
|                                                      | Dara Calleary             | Dara Calleary (1973)             | Minister van Sociale Zaken                                                 | 23 januari 2025 | heden        | FF         |
| Minister voor Plattelands- ontwikkeling en Gaeltacht | Dara Calleary             | Dara Calleary (1973)             |                                                                            | 23 januari 2025 | heden        | FF         |
|                                                      | Helen McEntee             | Helen McEntee (1986)             | Minister van Onderwijs                                                     | 23 januari 2025 | heden        | FG         |
|                                                      | James Lawless             | James Lawless (1976)             | Minister van Hoger Onderwijs en Wetenschap                                 | 23 januari 2025 | heden        | FF         |
|                                                      | Darragh O'Brien           | Darragh O'Brien (1974)           | Minister van Transport                                                     | 23 januari 2025 | heden        | FF         |
| Minister van Milieu, Klimaat en Energie              | Darragh O'Brien           | Darragh O'Brien (1974)           |                                                                            | 23 januari 2025 | heden        | FF         |
|                                                      | James Browne              | James Browne (1975)              | Minister van Huisvesting en Lokale Zaken                                   | 27 juni 2020    | heden        | FF         |
|                                                      | Martin Heydon             | Martin Heydon (1978)             | Minister van Landbouw                                                      | 23 januari 2025 | heden        | FG         |
|                                                      | Patrick O'Donovan         | Patrick O'Donovan (1977)         | Minister van Cultuur, Sport, Media en Toerisme                             | 23 januari 2025 | heden        | FG         |
|                                                      | Norma Foley               | Norma Foley (1970)               | Minister van Jeugd en Gelijkheid                                           | 23 januari 2025 | heden        | FF         |
|                                                      | Jack Chambers             | Jack Chambers (1990)             | Minister van Publieke Diensten, Bestuurlijke Vernieuwing en Digitalisering | 23 januari 2025 | heden        | FF         |